# Dilophodes contaminata
Dilophodes contaminata là một loài bướm đêm trong họ Geometridae.